# Ford Escort (Nord America)
La Ford Escort è un'autovettura compact prodotta dalla Ford per il mercato nordamericano dal 1981 al 2003 in tre serie. Il modello non va confuso con l'omonima vettura venduta in Europa.

## Il contesto
La Escort nordamericana adottò una linea estetica diversa da quella del modello europeo. È stata la prima vettura Ford ad avere un successo mondiale. Sostituì la subcompact Ford Pinto (1971–1980). La Escort è stato il modello di maggior successo negli anni ottanta, ed ha conquistato nel suo secondo anno di commercializzazione il primato di modello più venduto negli Stati Uniti. Il motore era anteriore. La Escort è stata la prima autovettura costruita dalla Ford in Nord America ad essere a trazione anteriore.

## Prima serie (1981–1990)
Introdotta nel 1981, la prima Escort per il mercato americano condivideva componenti con la terza serie della Escort commercializzata in Europa (e con la vettura collegata, la Mercury Lynx). Fu lanciata in versione hatchback due porte e familiare quattro porte, con la hatchback quattro porte che seguì l'anno successivo. Il modello venne rivisto nel 1982. Nel 1984 la versione GLX fu tolta dal mercato e venne rimpiazzata dalla LX, che possedeva un motore ad iniezione. Nello stesso anno la vettura venne fornita di un nuovo cruscotto e di una nuova leva del cambio; furono rivisti anche i fanali.
Sebbene la linea ricordasse quella della Escort europea, il modello per il mercato americano era completamente differente. A metà del 1985 la Escort per il mercato americano fu oggetto di un profondo restyling.
I motori offerti furono:
- 1981–1985: motore Ford CVH, 1,6 L di cilindrata, quattro cilindri in linea, 68 CV di potenza;
- 1986–1988: Ford CVH, 1,9 L, quattro cilindri in linea, 86 CV;
- 1988–1990; Ford CVH, 1,9 L, quattro cilindri in linea, 90 CV;
- 1983–1985: Ford CVH, 1,6 L, iniezione elettronica, quattro cilindri in linea, 88 CV;
- 1986–1988: Ford CVH, 1,9 L, quattro cilindri in linea, 108 CV;
- 1988–1990: Ford CVH, 1,9 L, quattro cilindri in linea, 110 CV;
- 1983–1985: Ford CVH, 1,6, sovralimentato, quattro cilindri in linea, 120 CV;
- 1984–1989: Mazda RF, 2,0 L, diesel, quattro cilindri in linea, 52 CV.

Questa prima serie di Escort è stata assemblata a Edison (Stati Uniti), Wayne (Stati Uniti), Hermosillo, (Messico) e Oakville (Canada). Era basata sul pianale Ford CE14 (chiamato anche Erika in Europa o Escort in Nord America), utilizzato anche da altre vetture come la Ford Tempo, la Escort europea e la sua versione sedan, chiamata Ford Orion.
I cambi manuali disponibili furono:
- Ford MTX-II quattro rapporti;
- Ford MTX-III cinque rapporti;

mentre fu offerto un solo cambio automatico:
- Ford ATX/FLC tre rapporti.

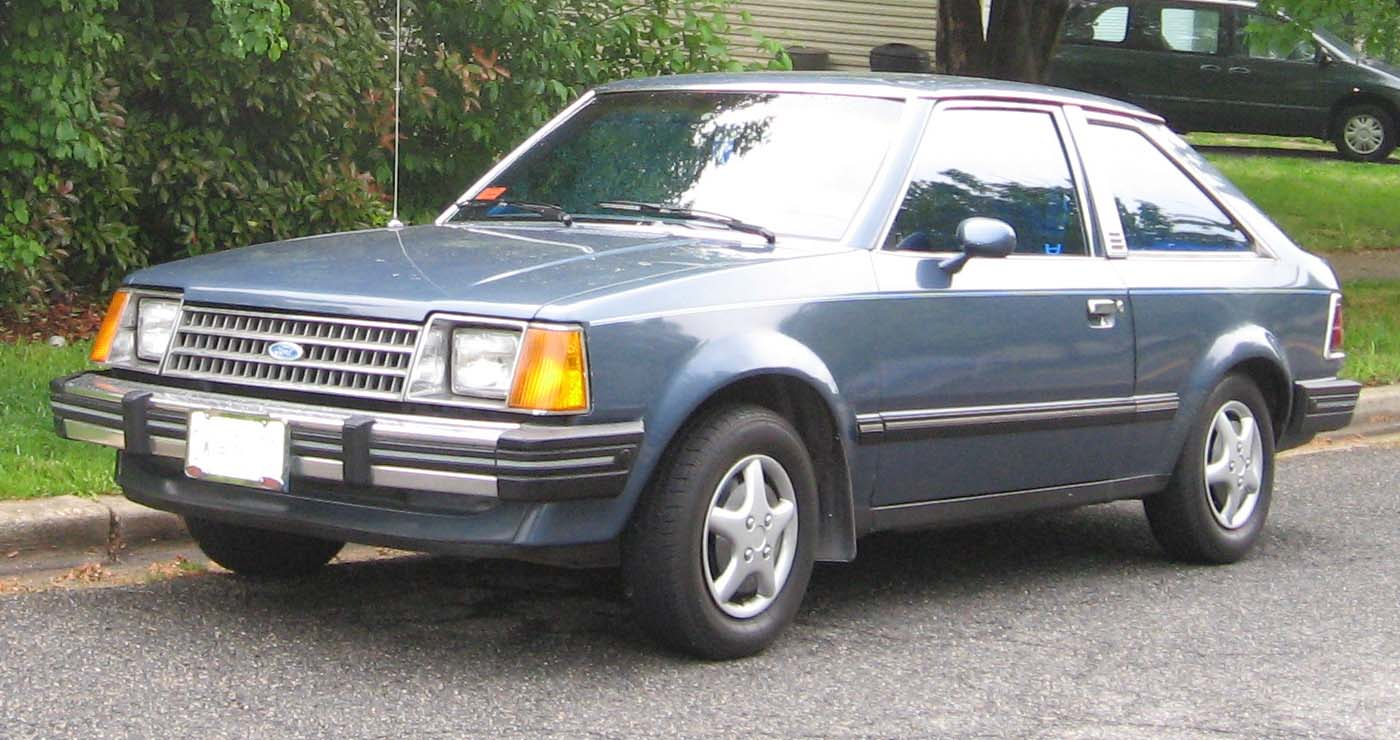
Ford Escort tre porte prodotta dal 1981 al 1985
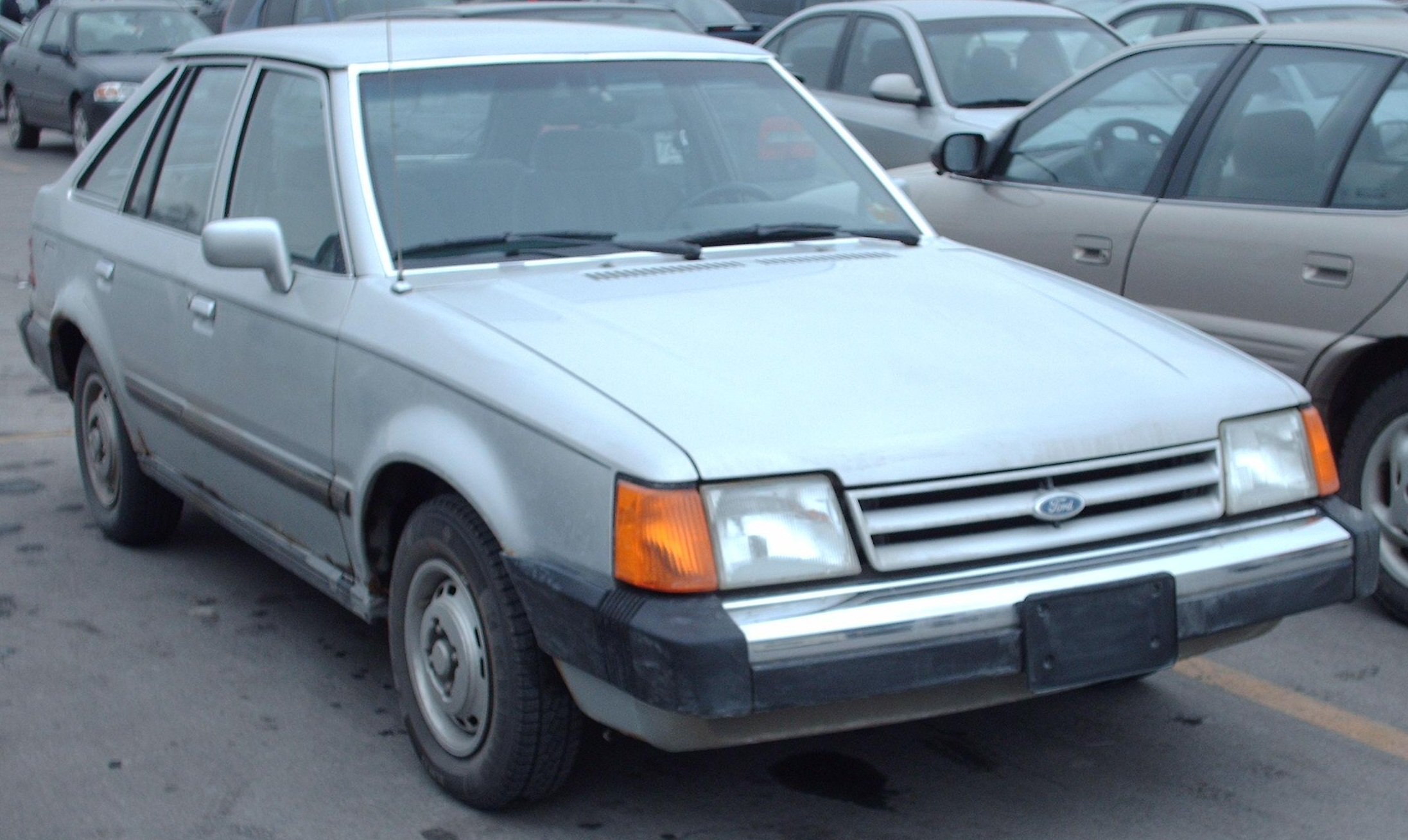
Ford Escort cinque porte prodotta al 1986 al 1987
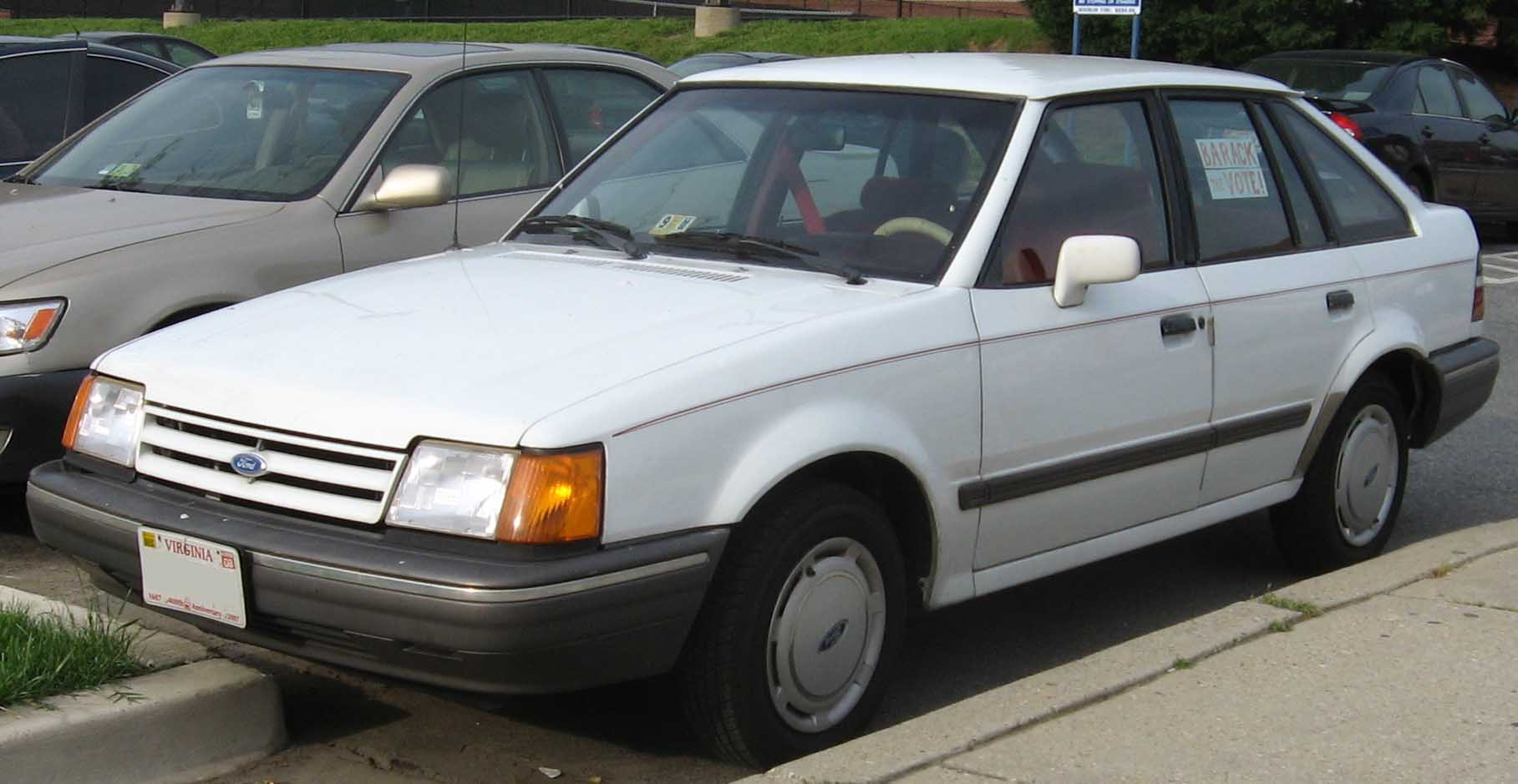
Ford Escort LX cinque porte prodotta dal 1988 al 1990
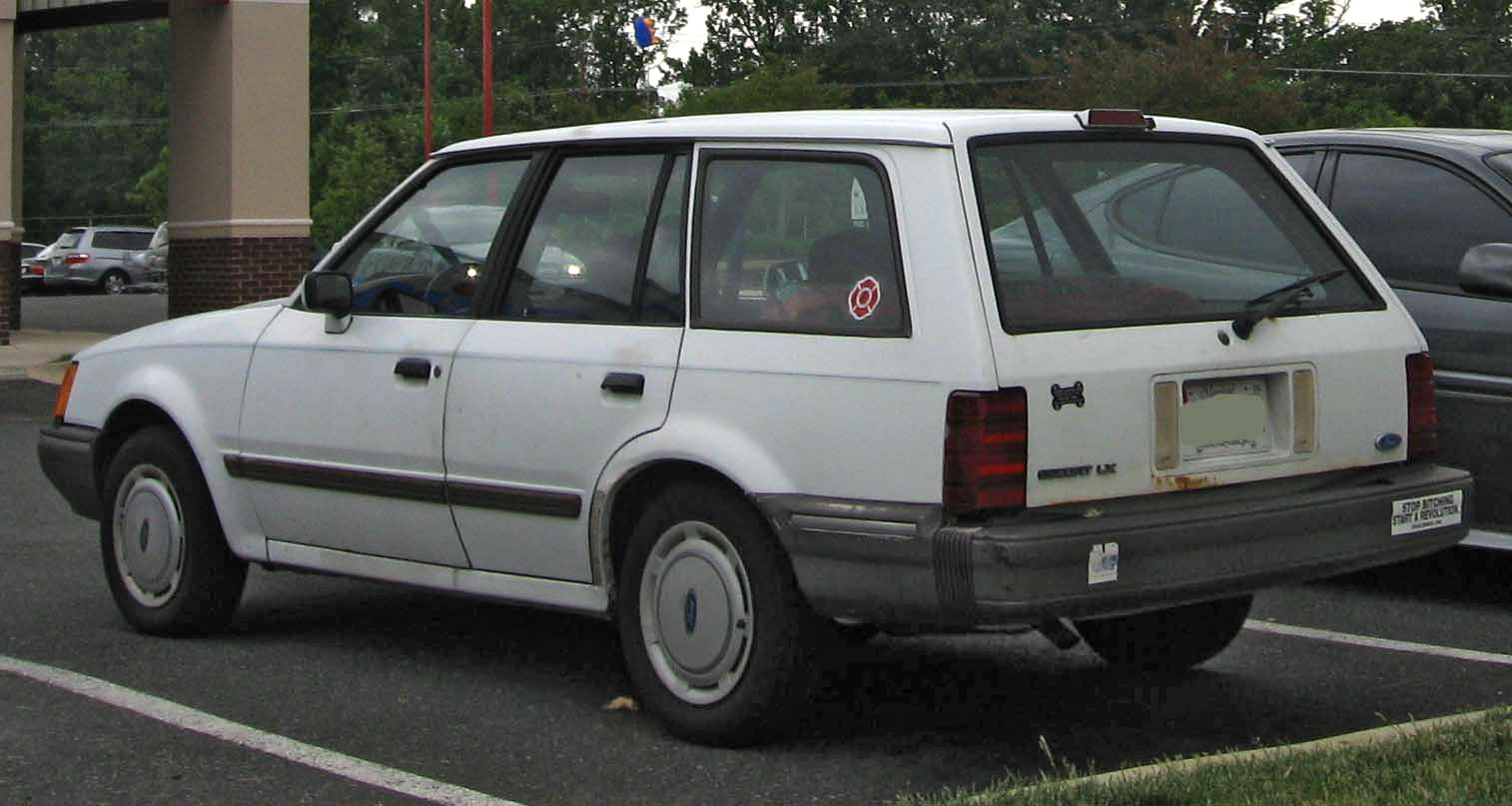
Ford Escort LX familiare prodotta dal 1988 al 1990

## Seconda serie (1991–1996)
Nel 1991 la Escort e la Mercury Tracer vennero rimpiazzate da modelli basati sul pianale B della Mazda, che era anche utilizzato già per la sesta generazione della Mazda 323/Familia. La Ford, che possedeva il 25% delle azioni della Mazda, vendeva già, in Asia e Australasia, la Ford Laser, che era in sostanza una 323/Familia rimarchiata, e che sostituì la Escort europea (basata invece sul pianale Ford CE14 nella nuova generazione) in quei mercati.
La Escort di un decennio prima utilizzava motori ed altri componenti che condivideva con il modello europeo. La Escort degli anni novanta, comunque, era quasi identica alla Mazda Familia.
Questa generazione di Escort fu una delle prime Ford a montare, sul motore da 1,9 L, un sistema di accensione senza distributore. Essa possedeva anche un nuovo cambio automatico a quattro rapporti controllato elettronicamente, oltre che delle sospensioni posteriori indipendenti. Entrambe le caratteristiche erano poco comuni all'epoca.
I modelli basati su vetture Mazda vendettero poco negli Stati Uniti all'inizio, ma diventarono popolari a partire dall'anno successivo al lancio, il 1992. Nel 1991 infatti era solo offerta la versione hatchback, ma dall'anno successivo fu disponibile anche la berlina, che ebbe più successo e che era commercializzata negli allestimenti LX e LX-E.
Dal 1993 al 1995 la Ford offrì la Escort ad un unico prezzo indipendentemente dal tipo di versione (tre e cinque porte hatchback, berlina o familiare) quando esse erano equipaggiate con lo stesso allestimento. La LX-E, che era equipaggiata con lo stesso allestimento sportivo della GT (freno a disco sulle quattro ruote, sospensioni sportive, interni sportivi e motore in linea a quattro cilindri “BP” da 1,8 L di cilindrata della Mazda) fu sul mercato fino al 1993. L'allestimento “Pony” venne tolto dal mercato nel 1992, e fu rimpiazzato dall'allestimento Standard.
I livelli di allestimento originali furono Pony, LX e GT: la GT fu in Nord America l'equivalente della versione XR3i in Europa. Come la sua controparte europea, fu disponibile solamente in versione hatchback tre porte. Il motore era però differente: la versione europea aveva montato un propulsore Ford da 1,8 L, mentre quella americana possedeva un motore della stessa cilindrata, ma della Mazda. Le versioni LX, Standard/ Pony erano equipaggiate con un motore in linea a quattro cilindri “Ford CVH” da 1,9 L con albero a camme in testa. La Pony/Standard era l'allestimento base e non aveva in dotazione, ad esempio, il servosterzo e la radio. Al top della gamma c'era la LX, da cui si poteva ottenere l'allestimento GT con l'aggiunta del pacchetto sportivo.
I cambi disponibili erano due: il Ford IB5 manuale a cinque rapporti ed il Ford F-4EAT automatico a quattro rapporti.
La lunghezza dipendeva dagli anni di produzione e dalla carrozzeria: era 4.351 mm per la familiare, 4.341 mm per le berline del 1992, 1995 e 1996, e 4.318 mm negli altri casi. L'altezza era 1.339 mm per la berlina, 1.334 mm per le hatchback e 1.361 mm per le familiari. Il peso invece fu 1.068 kg per la tre porte hatchback, 1.082 kg per la cinque porte hatchback, 1.090 kg per la berlina e 1.130 kg per la familiare.
I motori furono:
- 1991–1996: motore Ford CVH, 1,9 L di cilindrata, quattro cilindri in linea, 88 CV di potenza e 146 N•m di coppia;
- 1991–1996: motore Mazda BP, 1,8 L, quattro cilindri in linea, 127 CV, 155 N•m. Era montato sulle versioni LX-E e GT.

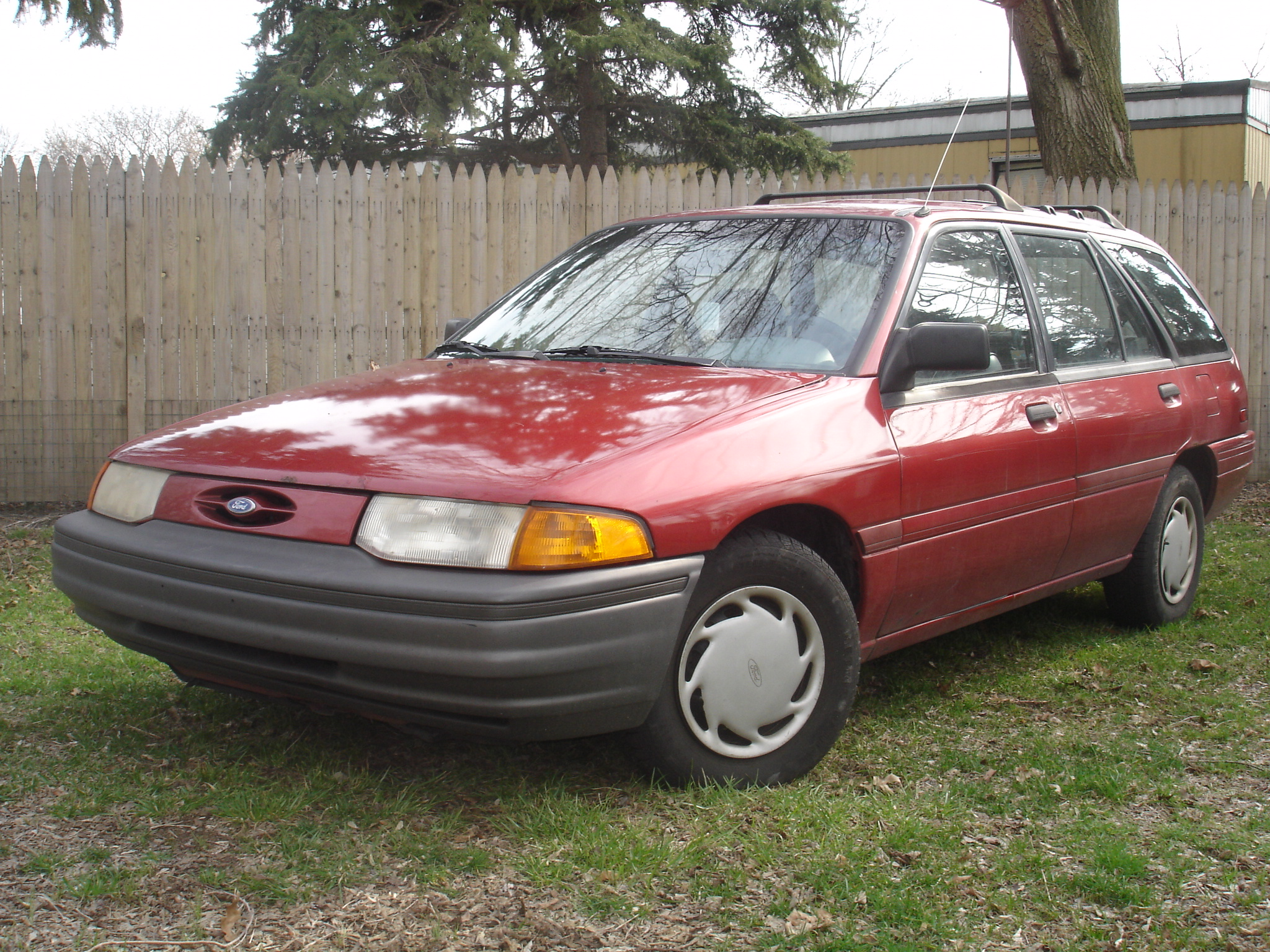
Ford Escort familiare del 1993
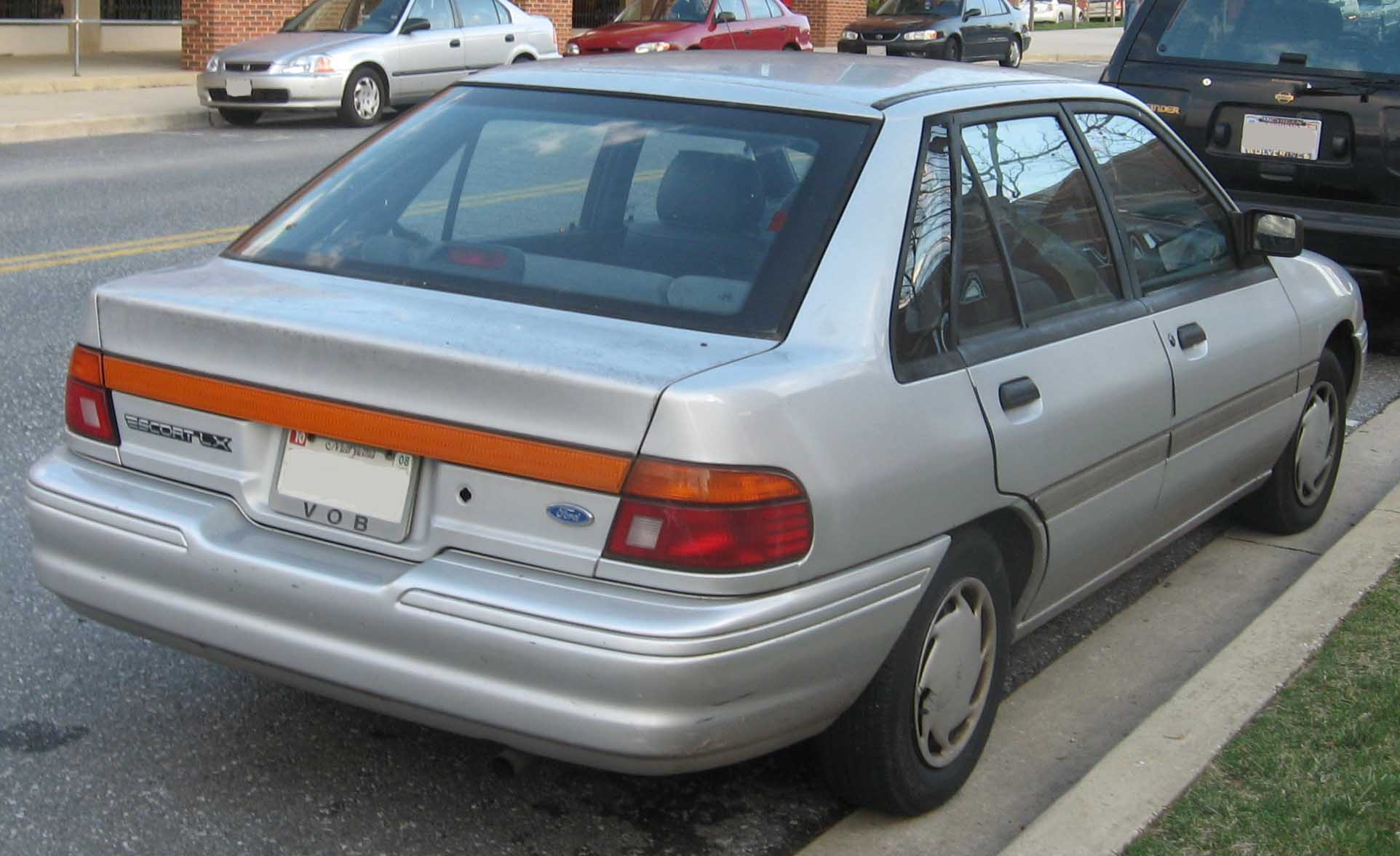
Ford Escort LX quattro porte hatchback del 1993
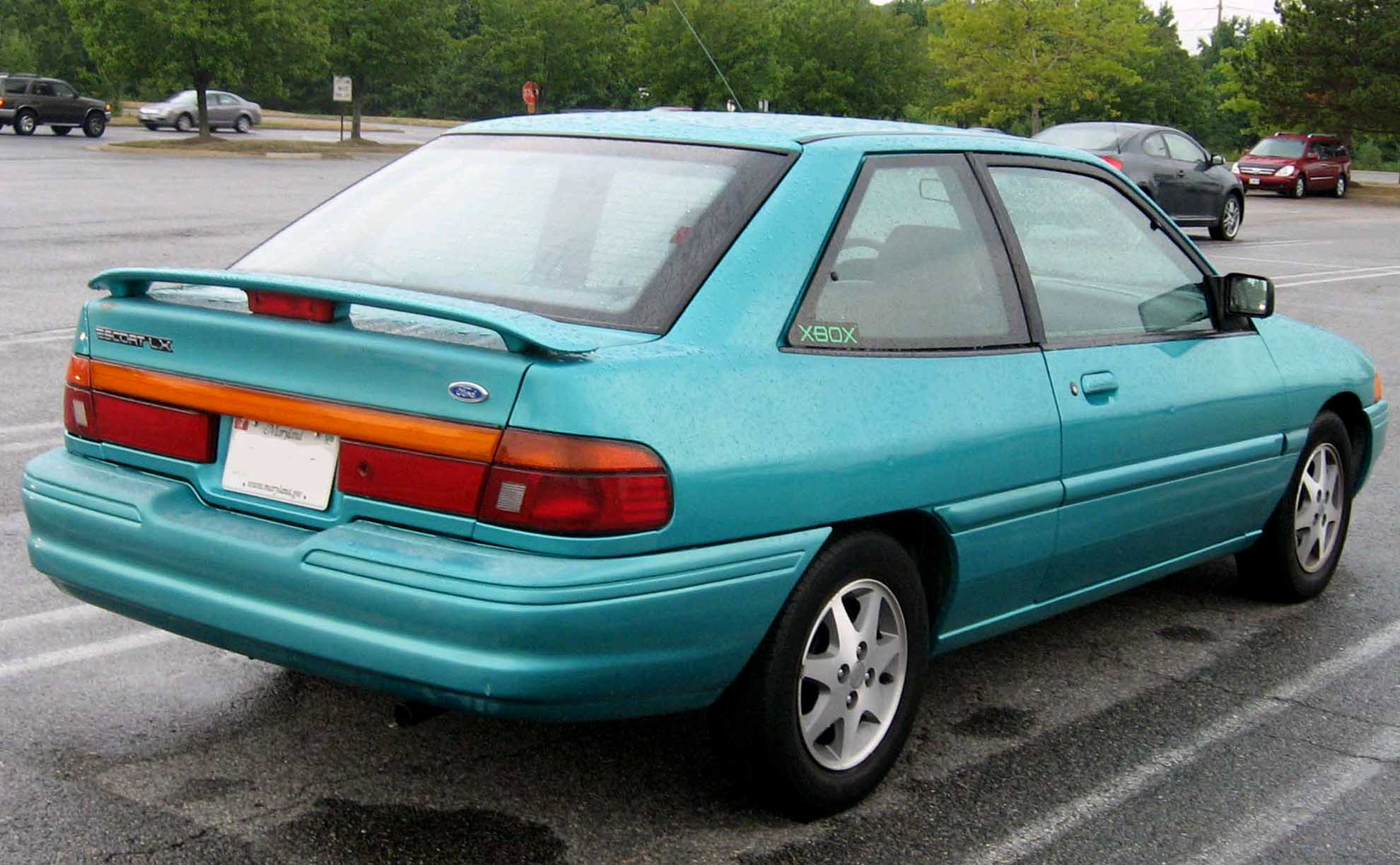
Ford Escort LX due porte hatchback del 1995-96

## Terza serie (1997–2002)

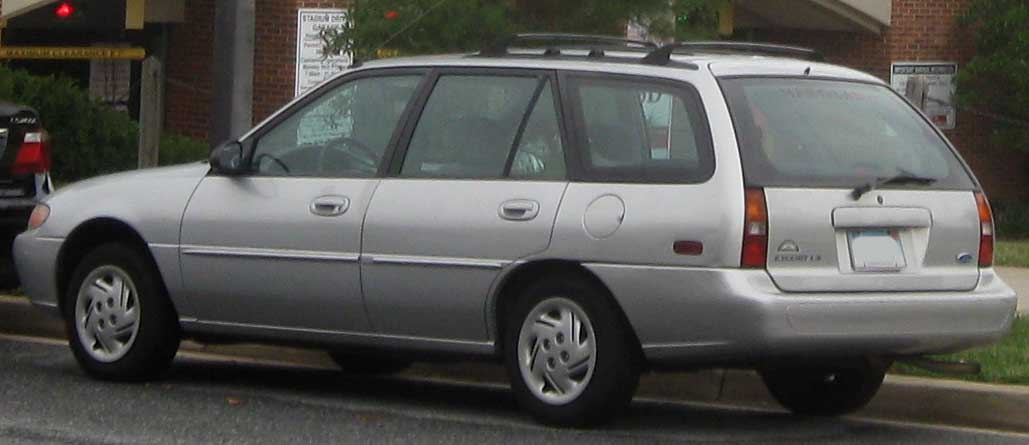
Una Ford Escort LX familiare terza generazione

Nel 1997 fu eseguito un restyling e vennero, nell'occasione, tolte dal mercato le versioni hachtback. Questa generazione di Escort era costruita sul pianale B della Mazda.
Fu però aggiunta, nel 1998, una versione coupé, la ZX2. Essa rimpiazzò la Ford Probe come compact sportiva della casa automobilistica di Detroit. Nel 1999 e nel 2000 venne anche offerta un'edizione limitata, chiamata ZX2 S/R, che era un modello ancora più potente.
Le Escort berlina e familiare utilizzavano il motore CVH SPI2000 da 110 CV di potenza.
Ci furono degli aggiornamenti dal 1997 al 2002. Nel 1997 gli allestimenti offerti furono quello base e l’LX; dal 1998 al 2002 erano disponibili l’LX e l’SE.
Un allestimento molto raro comprendeva ruote con copricerchioni cromati ed altri equipaggiamenti. Fu offerto nel 1999.
Questa generazione di Escort fu anche disponibile in allestimento “Sport”, che era caratterizzato dall'essere dotato di ruote in alluminio, impianto di scarico potenziato, contagiri e spoiler.
La versione familiare invece possedeva circa lo stesso corpo vettura della berlina. Gli interni, gli specchietti retrovisori, le maniglie delle portiere ed i fanali erano invece differenti.
I cambi montati furono:
- Ford IB5 manuale a cinque rapporti;
- Ford F-4EAT automatico a quattro rapporti.

Questa generazione di Escort venne assemblata a Wayne, nel Michigan, ed a Hermosillo, nel Messico.
La lunghezza era 4.390 mm per la familiare e 4.440 mm per la berlina, mentre l'altezza era, rispettivamente, 1.369 mm e 1.354 mm.
Il motore disponibile fu il Ford CVH SPI2000 da 2 L di cilindrata, monoalbero, quattro cilindri in linea, 110 CV di potenza a 5000 giri al minuto, 169 N•m di coppia a 3750 giri al minuto.